# Syzygium acuminatum
Syzygium acuminatum är en myrtenväxtart som först beskrevs av William Roxburgh, och fick sitt nu gällande namn av Friedrich Anton Wilhelm Miquel. Syzygium acuminatum ingår i släktet Syzygium och familjen myrtenväxter.
Artens utbredningsområde är Moluckerna. Inga underarter finns listade i Catalogue of Life.